# Ettore Tito
Ettore Tito (Castellammare di Stabia, Nápoles, 17 de diciembre de 1859 – Venecia, 26 de julio de 1941) fue un artista italiano conocido en particular por sus pinturas sobre la vida contemporánea y los paisajes de Venecia y la región circundante. Estudió en la Academia de Bellas Artes de Venecia, donde fue aceptado a los 12 años de edad. En la Academia estudió principalmente con Pompeo Marino Molmenti y se graduó a los 17 años. 
Desde 1894 a 1927 fue profesor de pintura en la misma institución. Tito realizó múltiples exposiciones y fue galardonado con el Gran Premio en pintura de la Exposición Universal de San Francisco en 1915. En 1926 fue hecho miembro de la Real Academia Italiana.
Tito nació en Castellammare di Stabia (Nápoles), y murió en Venecia, la ciudad en la que vivió la mayor parte de su vida.

## Obra

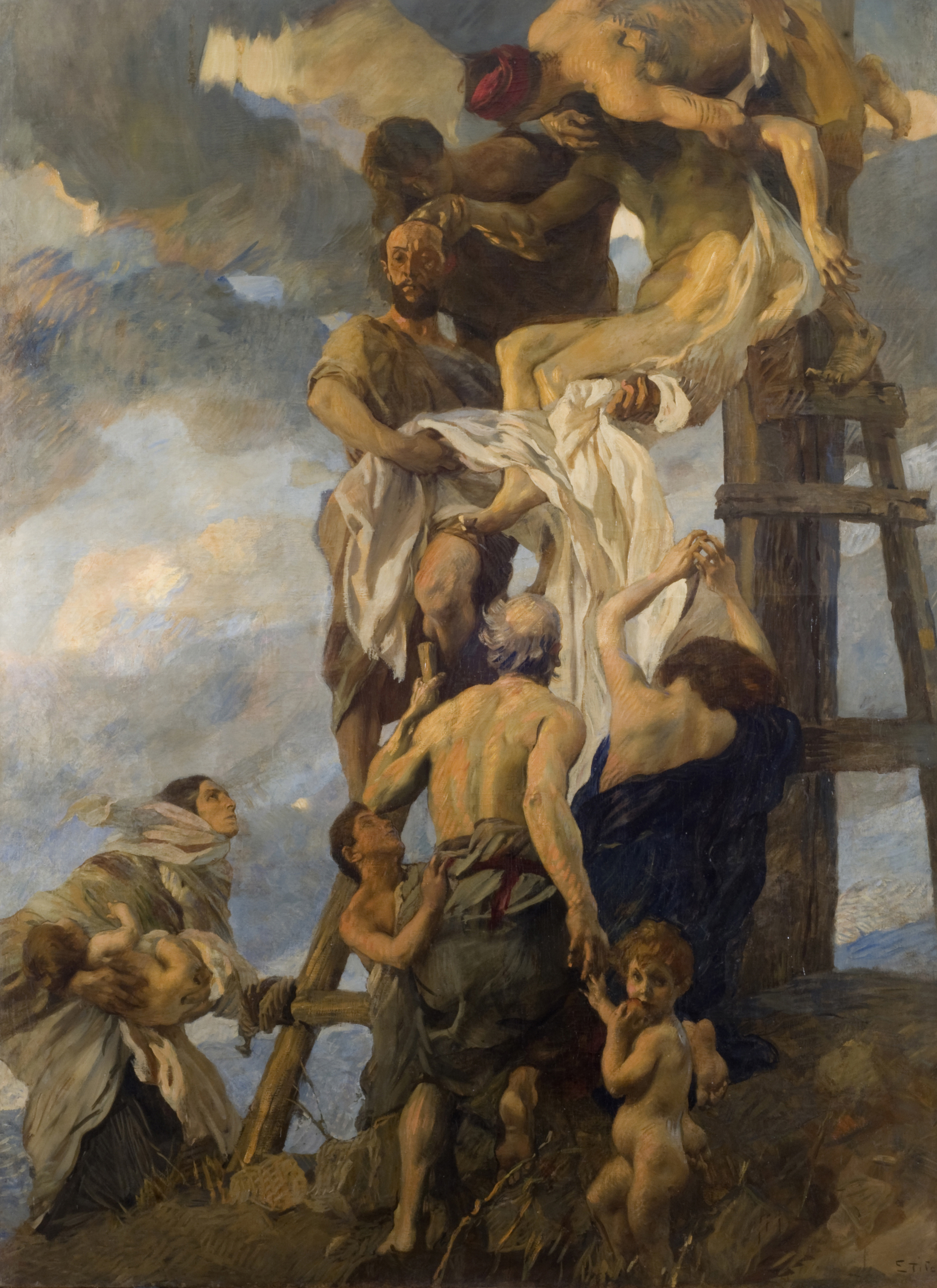
Descendimiento de la Cruz, 1911
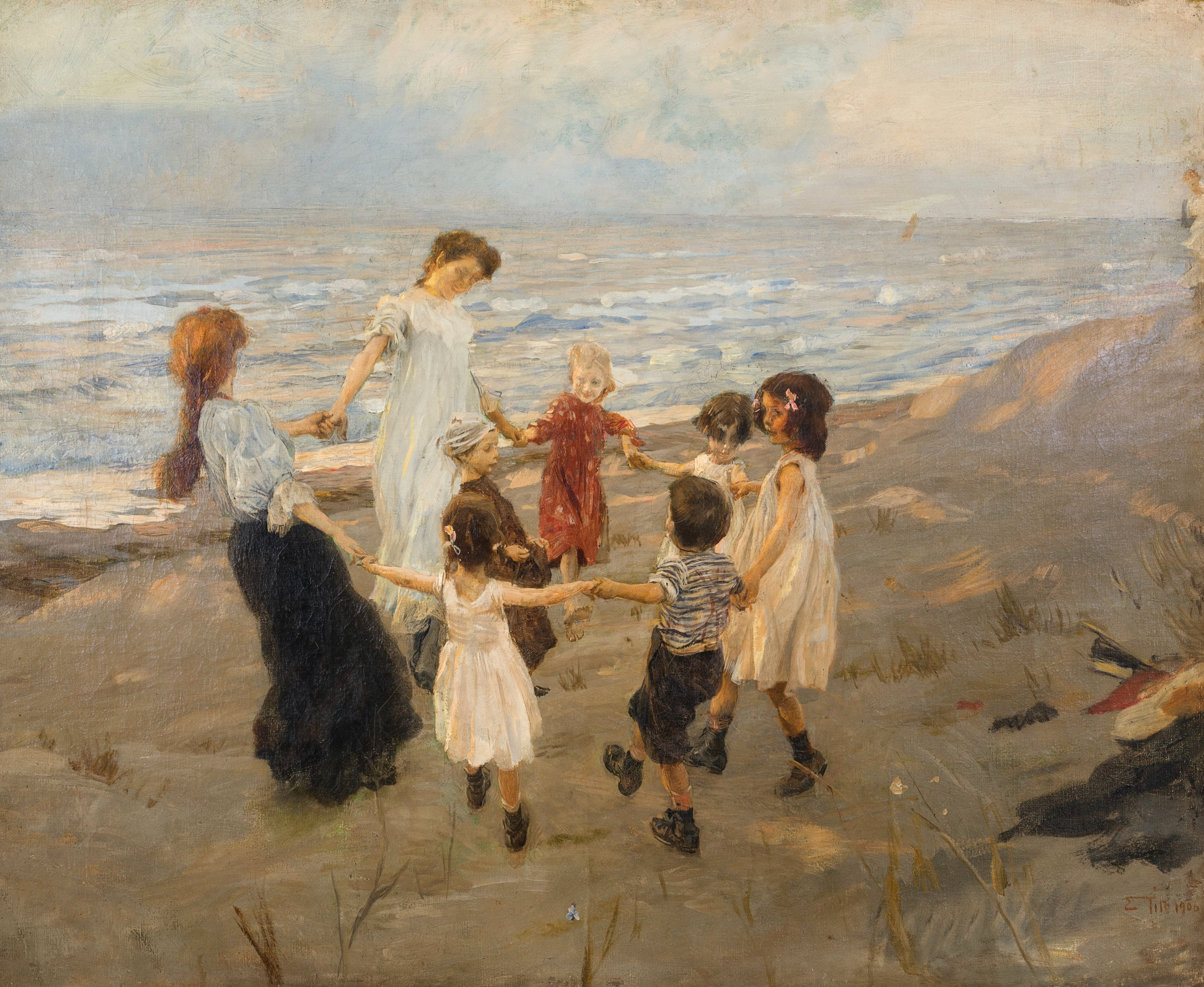
Círculo de baile, 1906
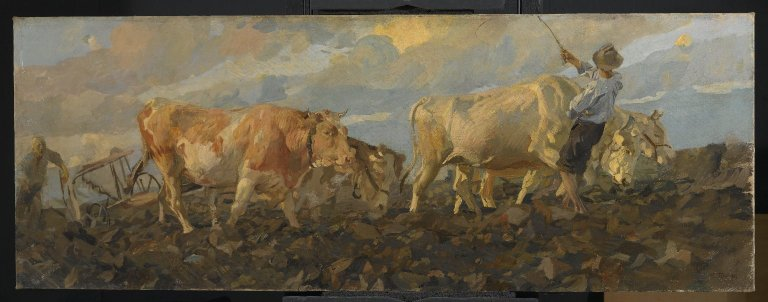
Bueyes arando, ca. 1911